# 撫廣片
撫廣片是贛語九個方言片之一。主要通行於江西的抚州、臨川、崇仁、宜黃、樂安、南城、黎川、資溪、金溪、東鄉、進賢、南豐、廣昌（部分）和福建的建寧、泰寧等地。

## 特點
- 古透、定母開口一等字聲母白讀為[h]。部分方言開口四等聲母白讀為[h]或[ɕ]，合口一等白讀為[h]或[f]。宜瀏片和吉茶片的少數方言也有此特點。

- 古來母字今齊齒呼多數方言讀作聲母[t]。